# برج میلاد
برج میلاد تهران یک برج مخابراتی در شمال غربی پایتخت ایران یعنی تهران است. این برج با ارتفاع ۴۳۵ متر، بلندترین برج ایران، ششمین برج بلند مخابراتی جهان و بیست و چهارمین سازهٔ بلند نامتکی جهان محسوب می‌شود. این برج با ۱۳ هزار متر زیربنا از نظر وسعت کاربری سازهٔ رأس برج، در میان تمامی برج‌های مخابراتی دنیا مقام نخست را دارد. برج میلاد به دلیل بلندی بسیار و شکل ظاهری متفاوتش، تقریباً از همه جای تهران نمایان است و از این رو، یکی از نمادهای پایتخت ایران در کنار برج آزادی به‌شمار می‌رود. برخی بر این باورند که این برج روی سامانه گسل شهرک غرب ساخته شده است. برج میلاد از شمال به بزرگراه شهید همت، از جنوب به بزرگراه حکیم، از شرق به بزرگراه شهید چمران و از غرب به بزرگراه شیخ فضل‌الله نوری محدود می‌شود. ساخت این برج ۱۱ سال به طول انجامید. 

## پیشینه
دربارهٔ پیشینهٔ طراحی و ساخت این برج دو دیدگاه عمده وجود دارد. در برخی از منابع سخن از ایدهٔ ساخت یک برج مخابراتی آمده است که مختصات و مشخصات اجرای آن الزاماً برج میلاد امروزی نیست و ساخت یک برج مخابراتی را بخشی از طرحی بسیار بزرگ‌تر به نام شهستان پهلوی قلمداد می‌کند.
از سوی دیگر منابعی نیز طراحی و ایدهٔ ساخت آن را تماماً متعلق به بعد از انقلاب ایران می‌دانند: طرح و ایدهٔ ساختن یک نماد جدید برای شهر تهران، در اوایل دههٔ ۷۰ مطرح شد و از همان زمان شهرداری تهران تحقیقات گسترده‌ای برای پیدا کردن محلی مناسب برای ساخت و طراحی آن آغاز کرد. در مطالعات اولیهٔ برج میلاد، ۲۱ نقطه از تهران برای احداث برج مورد بررسی قرار گرفتند که از میان آنها ابتدا چهار نقطه و سپس در نهایت تپه‌های کوی گیشا، انتخاب و پروژهٔ طراحی و ساخت برج میلاد آغاز شد.
غلامحسین کرباسچی معتقد است طرح برج میلاد در دوره شهرداری او و با توجه به سفرهای خارجی‌اش ارائه شده است. او می‌گوید: «در بازدیدهای مختلفی که از شهرهای بزرگ دنیا داشتیم، می‌دیدیم که ساختمان‌های مختلفی در این شهرها وجود دارد که هم به نوعی سمبل شهر است و هم جاذبه توریستی است برای شهر.» پیشنهاد ساخت یک برج و تالار نمادین برای شهر تهران در سال ۱۳۷۰ مطرح شد و در پایان سال ۱۳۷۲، محل کنونی از میان ۱۷ نقطه پیشنهادی ساخت آن برگزیده شد.

### ساخت

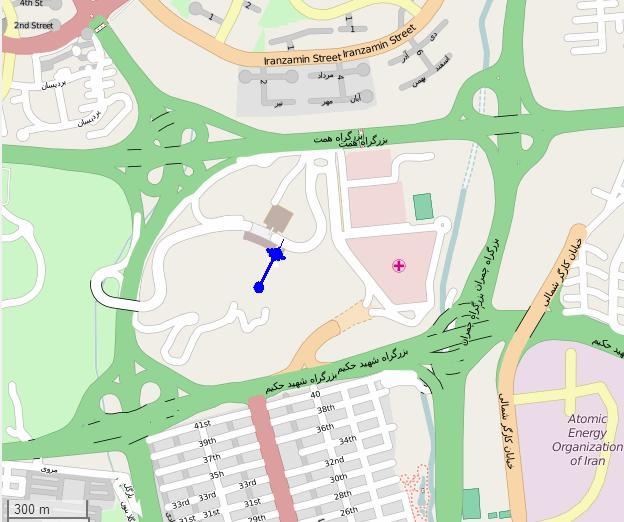
موقعیت برج میلاد در کنار نقشه به رنگ آبی

کلنگ ساخت این برج در دی ۱۳۷۶ پس از سه سال مطالعات شناخت و امکان‌سنجی با نام یادمان (مرکز ارتباطات بین‌المللی تهران) بر زمین‌خورد و در سال ۱۳۸۰ به پیشنهاد شورای اسلامی شهر تهران به مناسبت صدمین زادروز سید روح‌الله خمینی بنیان‌گذار جمهوری اسلامی با نام برج میلاد تغییر یافت. ساخت این برج ۱۱ سال به طول انجامید. در ۸ سال نخست تنها ۴۰ درصد از برج تکمیل شده بود، اما با سرعت بخشیدن به پروژه توسط محمدباقر قالیباف، شهردار تهران، ۶۰ درصد بعدی در ۳۰ ماه ساخته شد.

### گشایش
پس از ۱۱ سال از آغاز ساخت و در روز ۱۶ مهر ۱۳۸۷، برج میلاد با حضور نمایندگان مجلس شورای اسلامی، اعضای شورای اسلامی شهر تهران و محمدباقر قالیباف، شهردار تهران با شعار «آسمان نزدیک است» گشایش یافت. این مراسم را بیش از ۲۵۰ خبرنگار ایرانی و خارجی پوشش دادند.

## جایگاه جغرافیایی

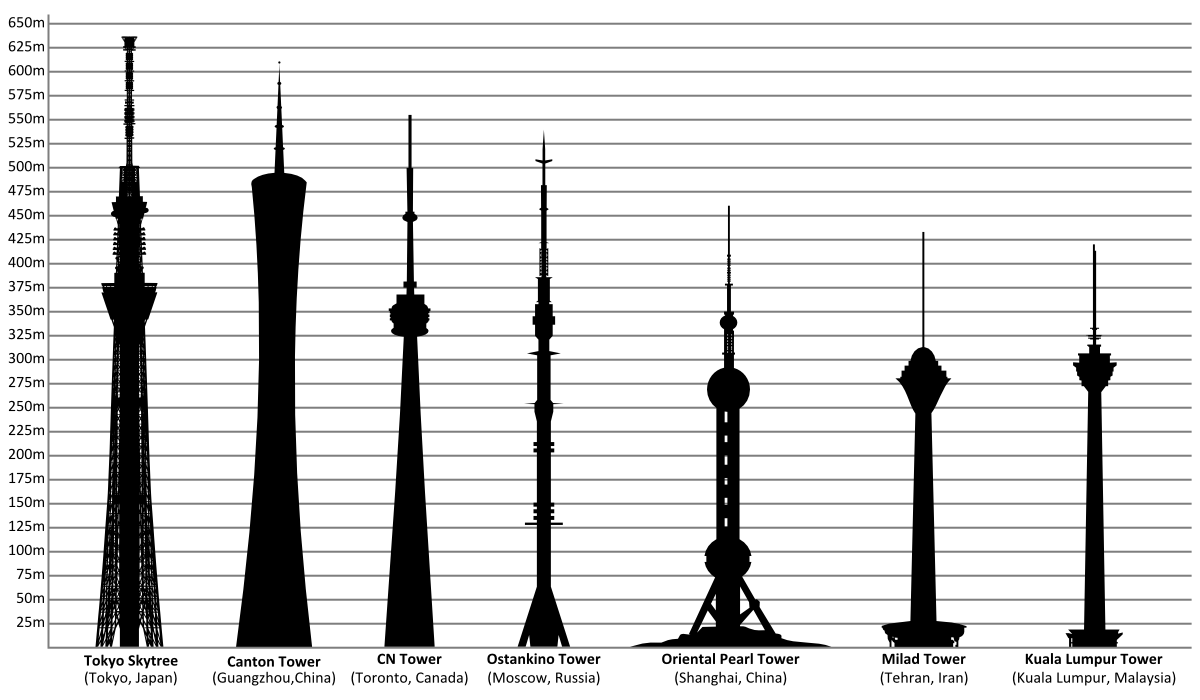
هفت برج مخابراتی بلند جهان

برج میلاد، میان تپه‌ای با مساحت تقریبی ۶۲ هکتار واقع در شمال محله کوی نصر (گیشا) در منطقه ۲ شهرداری تهران قرار دارد.
از نظر مختصات جغرافیایی، سازه برج در ۵۱ درجه، ۲۲ دقیقه و ۳۲ ثانیه طول شرقی و ۳۵ درجه، ۴۴ دقیقه و ۴۰ ثانیه عرض شمالی قرار گرفته است.
این محل پس از بررسی و مطالعه ۲۱ نقطه و انتخاب ۱۷ نقطه مختلف از شهر تهران توسط یک گروه شامل تیم شهرسازی، تیم مطالعات تلویزیون، مخابرات، راه و ساختمان، اقتصادی، معماری، هواشناسی، تیم مطالعات ترافیک و تیم ژئوتکنیک برگزیده شده است.
- دسترسی همگانی با سطح سرویس‌دهی مطلوب
- قرارگیری در مرتفع‌ترین نقاط شهر
- اشراف بر زیباترین مناظر و نقاط شهر
- فضائی لازم جهت عملکردهای پیشنهادی و توسعه آتی
- مجهز بودن به تأسیسات زیر بنایی
- فاصله مناسب با پایانه‌های مهم مانند فرودگاه و ایستگاه راه‌آهن
- ایجاد پوشش تلویزیونی
- قابلیت ارتباط و دید مستقیم با ایستگاه‌های مخابراتی
- استقرار در میان کاربری‌های هماهنگ و غیر مزاحم
- استقرار در امتداد محورهای عمده شهر
- پتانسیل برقراری ارتباط بصری با دیگر نشانه‌ها و فضاهای شهری
- قابلیت برخورداری از فضاهای سبز یا دیگر عناصر طراحی محیطی

### راه‌های دسترسی
از دیدگاه راه‌های دسترسی و حمل و نقل، برج میلاد دارای شرایط بسیار مطلوب و استثنایی است. این مجموعه در میان چهار بزرگراه اصلی تهران یعنی بزرگراه‌های همت، چمران، حکیم و شیخ فضل‌الله نوری قرار دارد، همچنین ایستگاه متروی برج میلاد در خط ۷ مترو برای آن پیش‌بینی شده است. راه‌های دسترسی:
1. تهران - بزرگراه شیخ فضل‌الله نوری - ورودی بزرگراه شهید همت - کنارگذار اختصاصی برج میلاد
2. تهران - بزرگراه حکیم غرب - بعد از بزرگراه چمران - ورودی اختصاصی برج میلاد
3. تهران - بزرگراه همت شرق - خروجی بزرگراه شیخ فضل‌الله نوری جنوب، پل کابلی اختصاصی برج میلاد[۲۰]

## طبقات برج
برج میلاد دارای ۱۲ طبقه است.
| ش  | کاربرد               |
| -- | -------------------- |
| ۱  | لابی                 |
| ۲  | گالری دست‌سازه        |
| ۳  | گالری فرش و هنر      |
| ۴  | سرای غذا             |
| ۵  | آسانسور              |
| ۶  | سالن دید             |
| ۷  | موزه کافه            |
| ۸  | غذاخوری گردان        |
| ۹  | سکوی دید باز         |
| ۱۰ | غذاخوری              |
| ۱۱ | گنبد آسمان           |
| ۱۲ | دکل آنتن‌های مخابراتی |

## گنبد آسمان
گنبد آسمان در ارتفاع ۳۰۲ متری از سطح زمین بر روی برج میلاد قرار دارد، گنبدی شیشه‌ای با ارتفاع ۱۳ متر است. بر روی دیوار هشت ضلعی مرکز آن آثار هنری اجرا و نصب شده است. مجموعه این آثار بر پایه نمادها، اسطوره‌ها و روایت‌های کهن ایران زمین شکل گرفته و نشان از تکامل فرهنگ و تمدن نه هزار ساله ایرانیان در دوران امپراتوری بزرگ ایران، تا زمان کنونی است.

## کاربری‌ها
برج میلاد با هدف احداث سازه‌ای به یاد ماندنی و به عنوان نمادی برای شهر تهران و به منظور رفع نیازهای مخابراتی و تلویزیونی تهران ساخته شده است. کارکردهای عمده این برج به شرح زیر است:
- ایجاد و گسترش شبکه دسترسی بدون سیم
- ایجاد زیرساخت مناسب برای سیستم‌های جدید تلویزیونی
- بهینه‌سازی پوشش رادیو و تلویزیونی
- کاربری‌های هواشناسی و کنترل ترافیک
- گسترش و بهینه‌سازی پوشش شبکه‌های بی‌سیم و پی‌جو
- ایجاد جاذبه گردشگری و بهره‌مندی از فضاهای گردشگری، تجاری و فرهنگی، رستوران گردان، رستوران ویژه، سکوی دید باز و بسته، رواق‌های هنری، گنبد آسمان، موزه مشاهیر ایران، موزه هدایای شهرداری، فود کورت، واحدهای تجاری، فضاهای نمایشگاهی و امکاناتی چون مرکز همایش‌های بین‌المللی با ۱۵ سالن مختلف، پارک دلفین‌ها، پینت بال، سینمای گیم ۷ بعدی، دو سالن سینما، لیزریوم، رستوران سنتی، کافه، آبشار و …

### هفته فرهنگی در برج میلاد تهران
مجموعهٔ برج میلاد تهران میزبان هفته‌های فرهنگی کشورهای مختلف و همچنین استان‌های مختلف ایران است.

## نگارخانه

برج میلاد و کوه دماوند
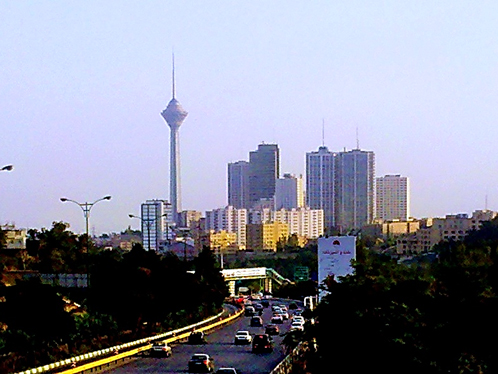
برج میلاد بلندترین برج و بلندترین سازه ایران
تصویری از برج میلاد (در زمان ساخت)
تصویری از قسمت پایینی برج میلاد
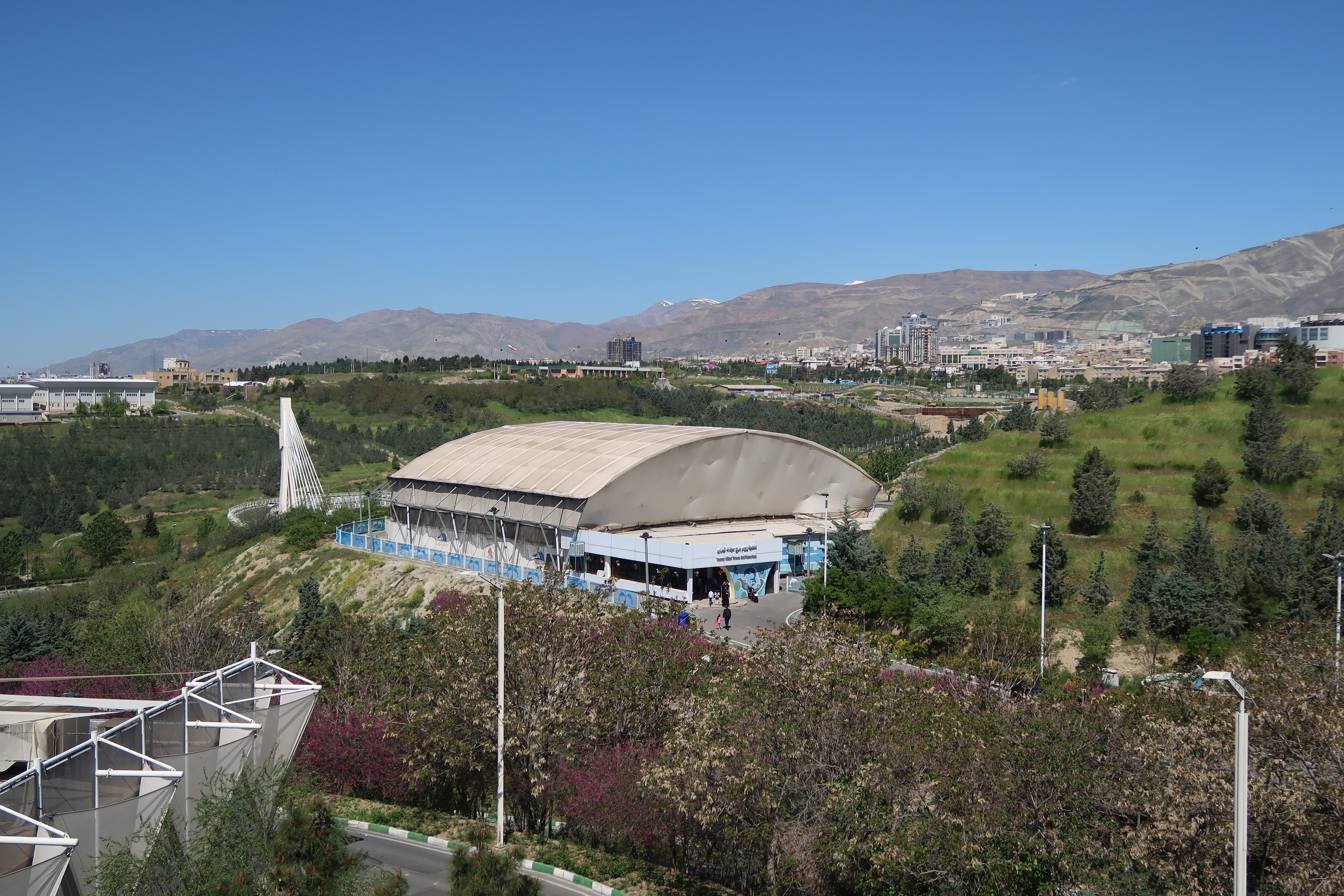
دلفیناریوم برج میلاد
دورنمای برج میلاد(در زمان ساخت)
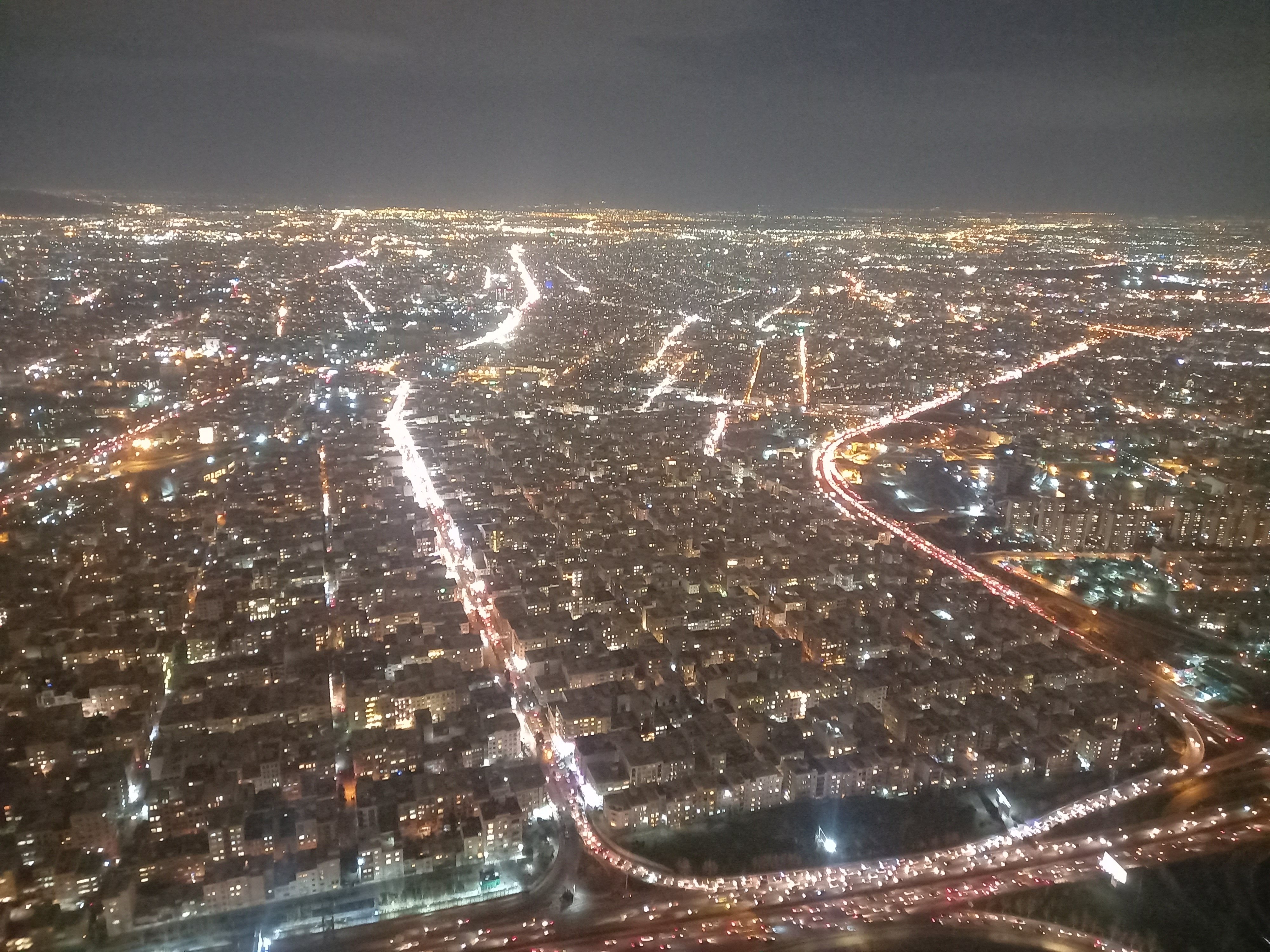
نمایی از شهر تهران در شب از روی سکوی ایستاده برج میلاد